# Fingerprobe
Die Fingerprobe oder auch der Fingertest ist ein Sammelbegriff für eine Vielzahl grundlegender und in vielen Berufen verbreiteter Methoden der Untersuchung von Stoffeigenschaften. Dabei wird entweder die Einwirkung eines Stoffes auf die Sinne des Fingers Tastsinn, Temperatursinn oder der Schmerzwahrnehmung betrachtet oder das Verhalten eines Stoffes bei der Einwirkung des oder der Finger. Fingerproben stellen in vielen Fällen eine vereinfachte Form von Prüfung dar, für die ansonsten eine spezielle Messtechnik oder Diagnostik nötig wäre.
Allgemein
- Die Berührung mit dem Finger ist eine einfache Temperaturmessung bzw. Abschätzung.

Lebensmittel und Kochen
- Für die Beurteilung der Frische von Fisch oder der Garstufe von Fleisch und Ähnlichem wird das Gewebe gedrückt und seine Konsistenz abgeschätzt bzw. sein elastisches Verhalten nach dem Druck beobachtet. Bei Spargel kann man durch zusammendrücken am Schnittende den Saftaustritt begutachten. Auch das Fruchtfleisch von Auberginen und anderen Früchten oder Gemüse kann durch Druck beurteilt werden.

Bodenkunde
- In Anlehnung an die DIN 19682-2 können Bodenproben bereits vor Ort bei der Geländeaufnahme durch Bearbeitung mit den Finger (kneten, ausrollen, …) und Beobachtung des Verhaltens der Bodenprobe grob in verschiedene Bodenarten klassifiziert werden {siehe Fingerprobe (Boden)}. Eine genauere Bestimmung der Bindigkeit, Formbarkeit und Körnigkeit kann durch Vergleich mit genormten Proben erfolgen. Die Kalibrierung des eigenen Tastsinn mit Vergleichsproben erfordert allerdings das Mitführen der Vergleichsproben und wird daher eher im Labor als bei der Geländeaufnahme durchgeführt.
- Einen Sonderfall der vereinfachten Untersuchung von Feinsandanteilen in einer Bodenprobe stellt die Knirschprobe dar. Dabei wird die Probe allerdings nicht mit den Fingern, sondern mit den Zähnen beurteilt.

Materialprüfung
- Die Rauheit einer durch Zerspanen erzeugten Oberfläche oder die Spitze bzw. Schärfe einer Klinge können durch darüber streichen mit dem Finger beurteilt werden.
- Bei Kontaktklebstoffen wird mit der Fingerprobe geprüft, ob der Klebefilm ausreichend lange abgelüftet ist. Dabei wird der Klebefilm berührt und beobachtet, ob er Fäden zieht und wie hoch die verbleibende Soforthaftung noch ist.

Drucktechnik
- Die Frage ob eine Unterschrift echt oder maschinell reproduziert ist, kann in einigen Fällen auch mit dem Finger geprüft werden. Dabei macht man sich zwei Eigenschaften handschriftlicher Unterschriften zunutze, sie sind nicht ertastbar und verwischbar. Allerdings gibt es spezielle Druckverfahren für verwischbare Unterschriften.[1]
- Die Klebfähigkeit der Druckfarbe (Zügigkeit) kann auch mit einer Farbprobe zwischen zwei Fingern getestet werden. Die Zähigkeit einer pastenförmigen Druckfarbe wird dabei über den Abstand, bei dem der Faden reißt, beurteilt.[2] Ein ähnlicher Test kann auch mit einem in die Farbe eingeführten Spachtel durchgeführt werden, ohne sich die Finger zu verunreinigen.

Medizin und Pflege
- Fingerprobe ist die englische Bezeichnung für einen am Finger angebrachten Sensor z. B. bei der Oxymetrie.
- Fingerprobe ist auch die kurze, unexakte Bezeichnung für den Fingertest nach Phillips[3] zur Unterscheidung eines Dekubitus ersten Grades von einer Hautrötung anderer Ursache.
- Einen Sonderfall stellen Fingerproben zur Beurteilung der Koordination des Patienten dar. Dabei wird weder mit dem Finger etwas untersucht noch dessen Einwirkung betrachtet, sondern der Umgang des Patienten mit seinen Fingern beobachtet. Man unterscheidet die Finger-Finger-Probe und Finger-Nase-Probe.[4]